# Longitarsus laureolae
Longitarsus laureolae es un coleóptero de la familia Chrysomelidae. Fue descrita científicamente en 1989 por Biondi.